# Derriksite
La derriksite è un minerale.